# Jan Berger
Jan Berger   (Praga, 27 de novembre de 1955) és un exfutbolista txec de la dècada de 1980.
Un cop retirat fou entrenador.
Fou 30 cops internacional amb la selecció txecoslovaca amb la qual participà en la Copa del Món de Futbol de 1982.
Pel que fa a clubs, defensà els colors de Dukla Praga i AC Sparta Praga.
És pare del futbolista Tomáš Berger.